# Denis Christel Sassou Nguesso
Pour les articles homonymes, voir Nguesso.
Pour les autres membres de la famille, voir Famille Nguesso.
Denis Christel Sassou Nguesso est un homme politique et homme d'affaires congolais né le 14 janvier 1975 à Brazzaville. Il est le fils de Denis Sassou-Nguesso, président de la république du Congo. Ministre de la Coopération internationale et de la promotion du partenariat public-privé depuis le 15 mai 2021, il est également député PCT de la circonscription d'Oyo depuis le 5 septembre 2012.

## Biographie

### Famille et études
Né le 14 janvier 1975 à Brazzaville,, Denis Christel Sassou Nguesso est le fils de Denis Sassou-Nguesso, président de la république du Congo, et de feue Lily Kaniki, cousine de Laurent Monsengwo Pasinya, cardinal de RDC.
Il étudie à l'École militaire préparatoire Général-Leclerc de Brazzaville, puis part étudier en France où il obtient un diplôme de clerc de notaire et une maîtrise en droit privé.

### Secteur pétrolier
Il rejoint en 2001 la Société nationale des pétroles du Congo (SNPC), dans le bureau londonien de la compagnie. Il rentre ensuite au Congo où il occupe le poste d'administrateur de la Cotrade (filiale de la SNPC, s'occupant de la commercialisation) de 2005 à 2009. En janvier 2011, il devient directeur général adjoint de l'aval pétrolier de la SNPC, ainsi que PDG de « SNPC Distribution » et administrateur général de la Congolaise de raffinage (Coraf).
Son activité dans le monde du pétrole lui vaut le surnom de « Kiki le pétrolier ».

### Politique
Parallèlement à son activité dans le secteur pétrolier, Denis Christel Sassou Nguesso entame une carrière politique. En 2007, il crée le Pôle des jeunes républicains, puis rejoint en 2011 le bureau politique du Parti congolais du travail (PCT). La même année, il crée la fondation Perspectives d’Avenir, une organisation à but non lucratif dont l'objectif est de participer à la formation des jeunes cadres et employés qualifiés congolais.
Le 15 juillet 2012, il est élu député de la circonscription d'Oyo (Cuvette) dès le premier tour des élections législatives, et entre en fonction le 5 septembre, succédant ainsi à François Ibovi,. Il s'illustre notamment fin 2013 par le lancement d'une campagne de vaccinations et de dépistages gratuits du cancer du col de l'utérus, en partenariat avec l'Association Solidarité Cancer et le Ministère de la santé et de la population,. Lors des élections législatives de 2017, il est réélu dès le premier tour avec 99 % des voix, et devient membre de la commission des Affaires étrangères et des Congolais de l'étranger à l'Assemblée nationale.
En mai 2018, il publie un ouvrage intitulé Ce que je crois, dans lequel il expose sa « vision du Congo de demain », ce qui amène certains observateurs, dont le magazine Jeune Afrique, à s'interroger sur ses ambitions présidentielles, la prochaine élection étant en 2021. En août de la même année, il annonce cependant qu'il soutiendra la candidature de son père Denis Sassou Nguesso, qu'il estime être « le plus qualifié ».
Le 15 mai 2021, à la suite de la réélection de son père à un quatrième mandat consécutif, Denis Christel Sassou-Nguesso entre dans le nouveau gouvernement d'Anatole Collinet Makosso en étant nommé ministre de la Coopération internationale et de la Promotion du partenariat public-privé, un poste nouvellement créé pour l'occasion. Cette nomination suscite cependant des critiques. L'avocat français William Bourdon, fondateur de l'association Sherpa, estime ainsi que cette désignation sert « d'abri judiciaire » à l'intéressé, accusation qui sera rejetée par le porte-parole du gouvernement, Thierry Moungalla. Denis Christel Sassou Nguesso prend ses fonctions le 21 mai, succédant partiellement au Ministre des Affaires étrangères, Jean-Claude Gakosso, qui s'occupait jusqu'ici de la coopération internationale.

## Controverses
En 2007, l'ONG Global Witness, engagée contre le pillage des ressources naturelles et la corruption dans les pays en développement, accuse Denis Christel Sassou Nguesso d'avoir détourné les recettes provenant de la Société nationale des pétroles du Congo pour ses achats personnels de produits de luxe, sur la base de documents financiers privés fournis par l'entreprise Kensington International Ltd et publiés sur le site web de l'organisation. Denis Christel Sassou Nguesso porte plainte devant la Haute Cour de Londres pour tenter d'obtenir le retrait de ces documents du site, mais sans succès, le juge déclarant que les informations contenues dans les documents étaient d'un « important intérêt public »,,.
Puis, dans le cadre d'une enquête sur les biens mal acquis de certains chefs d’État africains en France, la justice française s'intéresse au président Denis Sassou-Nguesso et à son entourage. Fin 2013, le site web d'information français Mediapart révèle, après consultation d'une synthèse rédigée par des enquêteurs, qu'au moins 60 millions d'euros d'argent public congolais auraient été détournés et dépensés en France depuis 2005 par les proches du président. Denis Christel Sassou-Nguesso y est cité pour avoir investi 473 796 euros dans des vêtements de luxe entre 2005 et 2011 et posséder 7 voitures de luxes à Paris. Il est également propriétaire d'un appartement parisien et d'un hôtel particulier à Neuilly-sur-Seine, dans lesquels il a investi 8 millions d'euros en rénovations.
En mars 2015, le quotidien suisse Le Matin Dimanche révèle que l'ONG La Déclaration de Berne a pris connaissance d'un contrat signé par Denis Christel Sassou Nguesso conférant à l'entreprise Philia SA, basée à Genève, « le droit exclusif d’exportation du pétrole raffiné congolais ». Aucun appel d'offres n'a cependant été effectué avant de choisir cette compagnie, alors qu'elle prélève 2 % de marge (« le double des pratiques du marché ») et qu'elle semble « inconnue dans le petit monde genevois du pétrole ». Marc Guéniat, qui est responsable des enquêtes au sein de l'ONG, estime qu'avoir choisi cette entreprise comme partenaire n'est pas un choix financièrement logique pour la Congolaise de raffinage (Coraf), et soupçonne qu'il s'agit d'une manœuvre de Denis Christel Sassou Nguesso pour « empocher une part des recettes pétrolières du Congo ».
En 2016, il est cité dans l'affaire des Panama Papers comme ayant des liens avec le cabinet d'avocats Mossack Fonseca - accusé d'organiser l'évasion fiscale de ses clients. Le journal français Le Monde estime que Denis Christel Sassou Nguesso fait partie d'un système permettant l'évaporation des revenus du pétrole congolais dans les paradis fiscaux, ce qui participe à la pauvreté des Congolais. Denis Christel Sassou Nguesso nie cependant toutes ces accusations,.
Fin 2019, plusieurs biens immobiliers lui appartenant - un triplex rue Fresnel et un dix-pièces rue de la Tour à Paris, dans le 16e  arrondissement, ainsi qu’un hôtel particulier à Neuilly-sur-Seine - sont saisis par la justice française.
En août 2022, Mediapart révèle que la justice française soupçonne Denis Christel Sassou Nguesso d’avoir blanchi 19 millions d’euros en France, et que son hôtel particulier de Neuilly-sur-Seine a été saisi,. En juillet 2023, Le Canard enchaîné révèle que, dans le cadre de l'enquête concernant les biens mal acquis, les enquêteurs auraient découverts que Denis Christel Sassou Nguesso aurait acquis ses deux hôtels particuliers — saisis par la justice en 2020 et 2022 — grâce à des sociétés écrans. Il aurait également transmis ses demandes aux architectes et notaires via une fausse identité et une fausse adresse email.
Le président du Congo-Brazzaville, Denis Sassou-Nguesso (son père) dément toutes ces accusations et dénonce une calomnie de la part de la France.

## Publications
- Ce que je crois, Brazzaville, Fondation Perspectives d'Avenir, 2018, 64 p.

## Voir Aussi